# Observatoire océanologique de Villefranche-sur-Mer
Vous pouvez aider à l'améliorer ou bien discuter des problèmes sur sa page de discussion.
- Il ne cite pas suffisamment ses sources. Vous pouvez indiquer les passages à sourcer avec {{référence nécessaire}} ou {{Référence souhaitée}}, et inclure les références utiles en les liant aux notes de bas de page. (Marqué depuis décembre 2021)
- Il doit être débarrassé d’une partie de son jargon. Sa qualité peut être largement améliorée en utilisant un vocabulaire directement compréhensible par le plus grand nombre. (Marqué depuis décembre 2021)
- Il contient une ou plusieurs listes. Le texte gagnerait à être rédigé sous la forme d’un ou plusieurs paragraphes synthétiques, afin d’être plus agréable à lire. (Marqué depuis décembre 2021)
- Son texte doit être wikifié : il ne correspond pas à la mise en forme Wikipédia (style, typographie, liens internes, liens entre les wikis, etc.). (Marqué depuis décembre 2021)
- Il n’est pas rédigé dans un style encyclopédique. (Marqué depuis décembre 2021)

- Archive Wikiwix
- Bing
- Cairn
- DuckDuckGo
- E. Universalis
- Gallica
- Google
- G. Books
- G. News
- G. Scholar
- Persée
- Qwant
- (zh) Baidu
- (ru) Yandex
- (wd) trouver des œuvres sur Wikidata

L’institut de la mer de Villefranche (IMEV), anciennement l’observatoire océanologique de Villefranche-sur-Mer, est une fédération de recherche de Sorbonne Université (université Pierre-et-Marie-Curie jusqu'en 2017), placée également sous la tutelle du CNRS-INSU. Il se situe sur le port de la darse à Villefranche-sur-Mer dans le département français des Alpes-Maritimes et accueille de nombreux chercheurs, enseignants-chercheurs, ITA et étudiants.

## Description et activités
L'observatoire remplit cinq missions principales :
- Recherche : les activités de recherche sont conduites à l'observatoire dans des laboratoires constitués en unités mixtes de recherche CNRS/SU. Les thématiques sont la biologie cellulaire et du développement (laboratoire de biologie du développement - UMR 7009[1]), et l'océanographie, avec ses composantes biologiques, physiques et chimiques (laboratoire d'océanographie de Villefranche-sur-Mer - UMR 7093[2]).
- Enseignement[3] : des enseignements au titre des cursus de formation de Sorbonne Université dans les disciplines de l'océanographie[4], des géosciences et de la biologie du développement sont assurés à l'observatoire par une équipe d'enseignants-chercheurs. Des stages spécialisés sont également organisés avec des établissements partenaires, ainsi que des écoles d'été thématiques.
- Observation : l'observatoire est reconnu par le ministère comme un observatoire des sciences de l'univers (OSU)[5]. À ce titre, il a pour mission de contribuer aux progrès de la connaissance par l'acquisition de données d'observation, par le développement et l'exploitation de moyens appropriés, ainsi que de mettre en place des programmes en vue de l'exploitation et de la protection du milieu océanique dans une perspective pluridisciplinaire.
- Médiation scientifique[6] : l'observatoire développe des actions éducatives et propose des activités spécifiques au grand public et, en particulier, aux jeunes.
- Accueil : l'observatoire constitue l'un des principaux campus français en sciences de la mer.

Le fonctionnement général de l'observatoire est assuré par une unité mixte de service (UMS 829) qui, outre les tâches d'administration générale, assure un service d'hébergement, met à disposition une importante bibliothèque et des moyens à la mer pour le prélèvement de matériel biologique (bateaux et plongée scientifique), ainsi que des plateformes techniques.
La recherche fondamentale ou appliquée, l'observation, le développement technologique, l'enseignement et la vulgarisation scientifique sont les activités phares de l'observatoire. Il s'engage dans divers projets de recherche et campagnes océanographiques à travers les différents océans et mers du globe.
L'observatoire océanologique de Villefranche-sur-Mer assure également de nombreuses séries temporelles à long terme dans différents domaines de l'océanographie (notamment avec des mesures hydrologiques, biogéochimiques et d'optique marine ou des collectes de plancton) aussi bien en zone côtière (au Point B) que hauturière (aux sites DYFAMED ou BOUSSOLE par exemple) ou transverse (radiales et flotteurs).

### Bâtiments

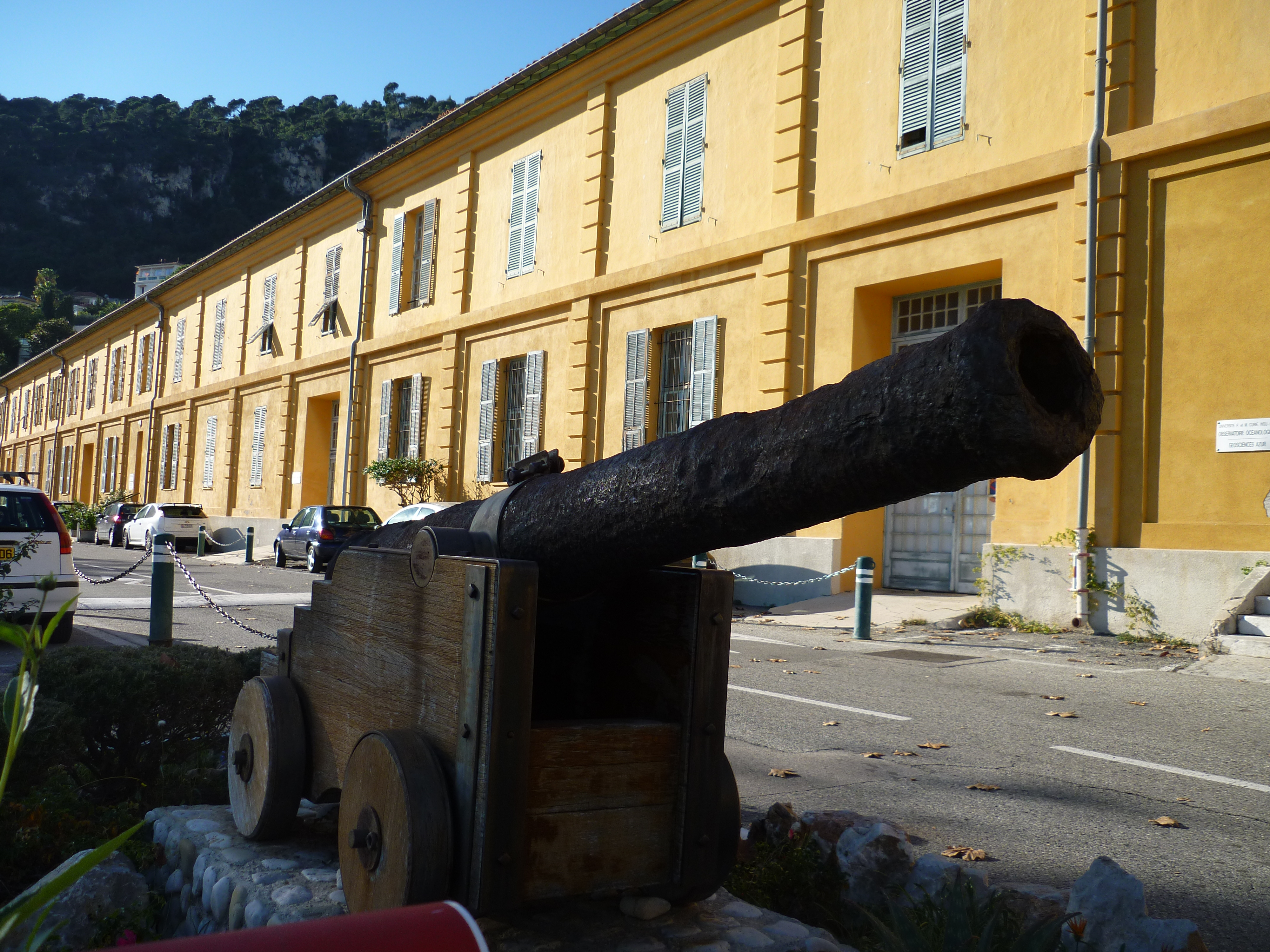
Partie de l’observatoire océanologique (corderie)

Les différentes équipes de recherche sont hébergées dans quatre bâtiments sur le port de la darse de Villefranche-sur-Mer :
- la station zoologique composée de l'ancien bagne de Villefanche-sur-Mer (bâtiment des Galériens) et de la Vieille Forge ;
- la Corderie (ou caserne Nicolas) ;
- le bâtiment Jean Maetz ;
- le nouveau bâtiment d'hébergement Jules Barrois.

Les bâtiments anciens et les éléments d’infrastructure sont inscrits aux monuments historiques le 11 février 1991.

## Historique
(juin 2014).

### Les débuts
En 1809, le zoologiste François Péron, et le dessinateur Charles Alexandre Lesueur, tous deux havrais, remarquent la richesse des eaux de Villefranche-sur-Mer en organismes pélagiques divers (méduses, mollusques, tuniciers, siphonophores, etc.). Entre 1846 et 1853, les travaux de Jean-Baptiste Verany contribuent à la redécouverte du plancton et de la faune gélatineuse de Villefranche-sur-Mer. En 1850, Carl Vogt s'installe à Nice, écrit ses ouvrages fondamentaux sur les tuniciers pélagiques et les siphonophores de la mer de Nice (1852-1853) et suggère l'installation d'un laboratoire permanent à Villefranche-sur-Mer.Enfin, en 1882, Jules Barrois y installe un premier laboratoire dans un bâtiment du Lazaret où il travaille avec Hermann Fol.

### Période russe

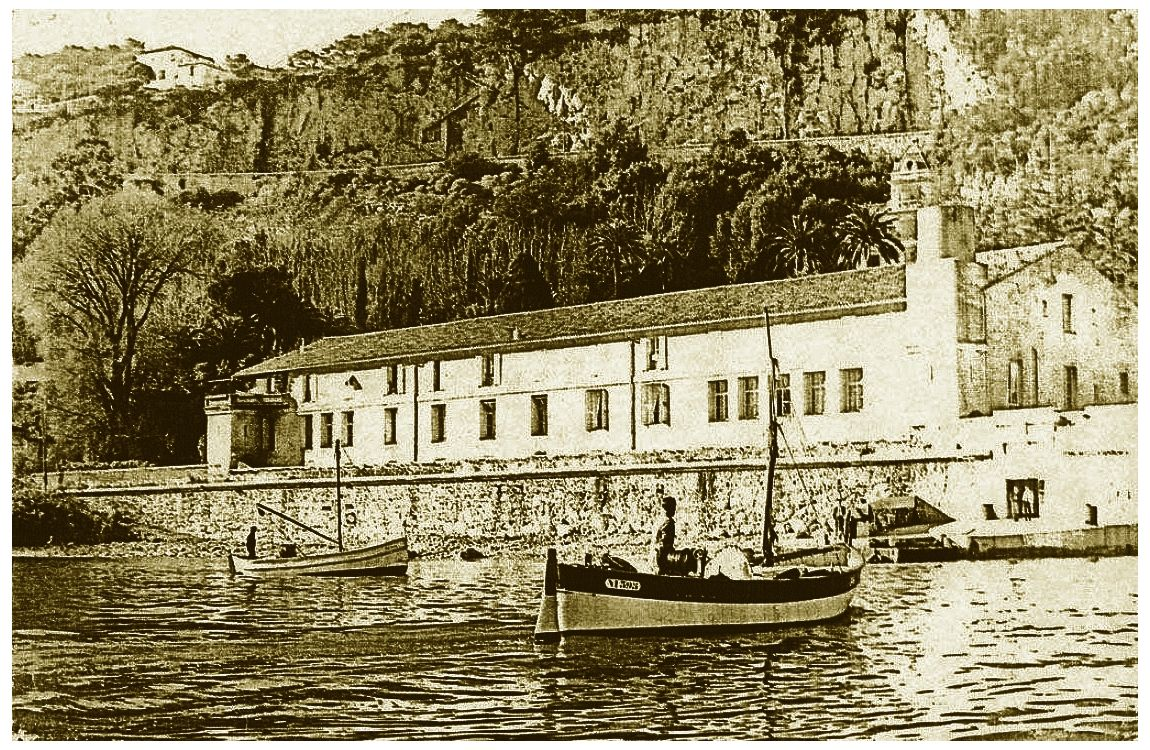
Ancien hôpital des galériens en 1898.

- 1884 : Alexis de Korotneff, venant de Roscoff, fait la connaissance de  Carl Vogt et crée la station zoologique dans la « Maison Russe », ancien bagne des rois de Sardaigne[9]. Il profite du contexte social et politique : engouement des russes pour Nice - disparition de la base navale russe en rade de Villefranche-sur-Mer et de son dépôt de charbon du bâtiment des Galériens du fait de l'abolition des contraintes sur les détroits, imposée pendant la guerre de Crimée. Le financement des recherches est assuré par la Russie. Alexis de Korotneff, professeur à l'université de Kiev, est secondé sur place par Mikhail Davydov.
- 1900 : acquisition du premier navire de la station, la Velella et installation d'un pompage d'eau de mer pour alimenter les aquariums.
- 1915 : mort d'Alexis de Korotneff, protégé de l'importante colonie russe de Nice et de l'impératrice douairière Alexandra Feodorovna, veuve de Nicolas Ier. Grégoire Tregouboff, élève d'Octave Duboscq, est engagé comme assistant après ses études à Montpellier.
- 1917 : révolution russe et difficultés financières. Le laboratoire, pris en charge par le ministère de la Marine, passe sous le contrôle de celui de l'instruction publique, puis est oublié. Des aides sont demandées par Mikhailovich Davidoff auprès de l'académie des sciences et du ministère des Affaires étrangères, avec l'appui d'Yves Delage, auprès de l'institut Carnégie. Quelques aides du gouvernement tchèque, puis une dotation de l'académie russe en 1923 lui permettent de survivre. Pendant cette période difficile, un lien s'établit entre la communauté slave et les biologistes marins français.
- 1925-1928 : les difficultés financières sont surmontées : un nouveau canot à moteur, la Ciona, est acheté. En 1927, le premier recueil des travaux de la station russe est édité. En 1928, les bâtiments, situés sur un terrain militaire, entourés de casernes sont mis sous séquestre conservatoire.

### Période française
- 1931-1932 : après quatre ans de tractations, le laboratoire est affecté officiellement au ministère de l'Éducation nationale. Il est mis à la disposition de l'université de Paris et rattaché au laboratoire Arago, à Banyuls-sur-Mer dont le directeur est Olivier Duboscq. Grégoire Trégouboff devient sous-directeur résident.
- 1945-1950 : après une période de fermeture pendant la seconde Guerre mondiale, Grégoire Trégouboff exerce la direction effective et remet en état le laboratoire.

### Développement et période moderne
- 1956 : Georges Petit, qui assure la direction conjointe du laboratoire Arago et de la station zoologique, désigne Paul Bougis pour remplacer Grégoire Tregouboff, en retraite administrative. La zoologie et la biologie descriptive sont progressivement abandonnées, l'écologie marine et l'océanographie pélagique se développent. Jacques Bourcart crée à Villefranche-sur-Mer le laboratoire de géologie sous-marine.
- 1963 : Louis Glangeaud transforme le laboratoire de géologie sous-marine en laboratoire de géodynamique sous-marine. Jean Maetz installe à Villefranche-sur-Mer un groupe de biologie marine du CEA.
- 1965 : Alexandre Ivanoff implante une antenne du laboratoire d'océanographie physique, depuis devenu le laboratoire de physique et chimie marines.
- 1971-1976 : la station de Villefranche-sur-Mer devient officiellement indépendante de Banyuls-sur-Mer et regroupe les trois laboratoires dépendant de l'université Pierre-et-Marie-Curie (Paris VI) sous le nom de station marine de Villefranche-sur-Mer. Paul Bougis en est le directeur.
- 1981 : une nouvelle équipe est implantée, s'intéressant à la biologie cellulaire marine, dont le responsable est Christian Sardet. Elle officialise la présence du groupe de Jean Cachon depuis plusieurs années.
- 1983 : le complexe pluridisciplinaire s'organise avec la création du centre d’études et de recherches océanographiques de Villefranche-sur-Mer (CEROV), placé sous la direction d'André Morel et dépendant de l'université Pierre-et-Marie-Curie et du CNRS.
- 1985-1989 : l'ensemble des laboratoires est élevé au rang d'observatoire océanologique des sciences de l'univers de l'INSU/TOAE, école interne de l'université Pierre-et-Marie-Curie. Jacques Soyer, directeur du laboratoire Arago (de 1976 à 1989) est élu directeur de l'observatoire en 1989. Son mandat se termine en 2001.
- 2001-2008 : la direction est assurée par Michel Glass.
- 2008-2010 : Fauzi Mantoura remplace Michel Glass à la tête de l'observatoire océanologique de Villefranche-sur-Mer.
- 2010-2015 : Gabriel Gorsky devient le directeur de l'observatoire océanologique de Villefranche-sur-Mer.
- Octobre 2012 : la plupart des activités du laboratoire GéoSciences Azur déménage sur un des sites CNRS de Sophia Antipolis à l'exception de la partie enseignement.
- 2016-2018 : la direction est assurée par Anne Corval.
- 2017 : l'observatoire passe d'un statut d'École Interne de l'Université Pierre et Marie Curie et d'OSU sous tutelle de l'Institut National des Sciences de l'Univers à un statut de Fédération de recherche.
- 2018 : inauguration du nouveau bâtiment d'hébergement Jules Barrois[10].